# هاسلبرگ
هاسلبرگ (به آلمانی: Hasselberg) یک شهر در آلمان است که در اشلسویگ-فلنسبورگ واقع شده‌است. هاسلبرگ  ۸۹۹ نفر جمعیت دارد.